# Yehudi Menuhin
Sir Yehudi Menuhin (n. 22 aprilie 1916, New York City, New York, SUA – d. 12 martie 1999, Berlin, Germania) a fost un celebru violonist și dirijor american, descendent al unei familii de evrei emigrați din Rusia. Pe lângă cetățenia americană, a dobândit ulterior și cetățenie elvețiană (1970) și britanică (1985), fiind înnobilat în Marea Britanie cu titlul de Lord Menuhin of Stoke d'Abernon. Sir Yehudi Menuhin a avut una din cele mai lungi și prestigioase cariere muzicale ale secolului al XX-lea.

## Biografie
Yehudi Menuhin s-a născut la New York dintr-o familie de evrei lituanieni. Tânărul Menuhin a luat primele lecții de vioară la vârsta de cinci ani cu Sigmund Anker la San Francisco și apoi cu Louis Persinger.

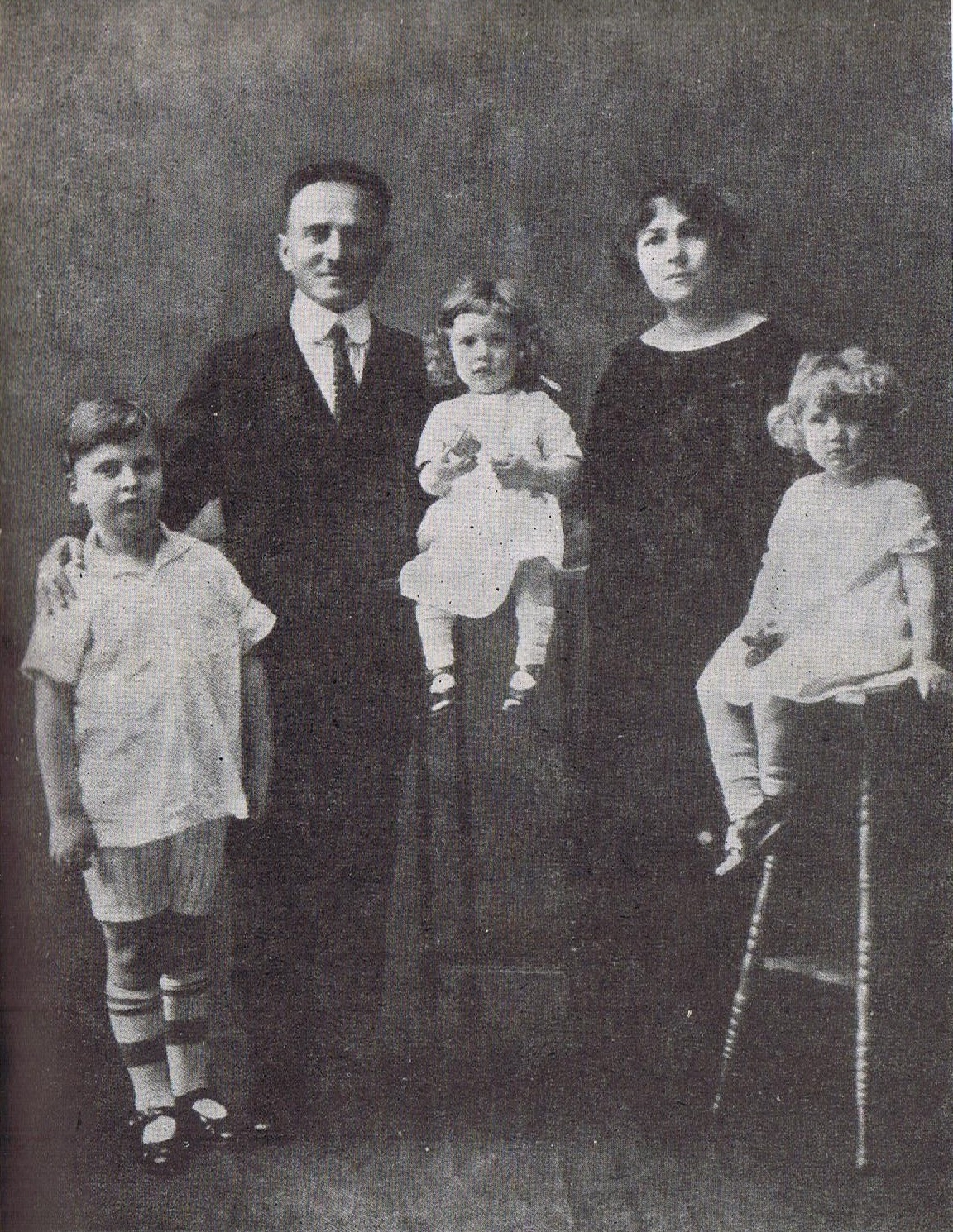
Familia Menuhin la San Francisco in 1924

Pasiunea pentru personalitatea lui George Enescu apare în 1924, cu prilejul concertului pe care violonistul român îl oferea publicului din San Francisco. George Enescu acceptă să-i dea lecții de vioară, dându-i astfel ocazia să vină în 1927 și în România, la vila Luminiș, locuința din Sinaia a lui Enescu, lectiile fiind determinante pentru cariera sa de solist. O prietenie profundă i-a legat pe cei doi până la moartea lui Enescu, în 1955, Menuhin considerându-l cel mai important maestru al său, precum a mărturisit într-un interviu dat spre finalul vietii lui. În 1927 familia s-a mutat la Paris iar Enescu i-a cerut lui Paul Paray, dirijor și președintele Concertelor Lamoureux, să-l audieze, ocazie pentru Yehudi Menuhin de a impresiona cu Simfonia spaniolă de Eduard Lalo, fiind apoi invitat de acesta să cânte în fața publicului parizian cu orchestra Lamoureux, la doar 10 ani.
După doi ani de formare muzicală cu George Enescu, a continuat studiul cu Adolf Busch la Basel, în Elveția, cu care face și prima sa înregistrare în 1928. 
În 1930, familia Menuhin s-a mutat la Ville-d'Avray și a rămas acolo timp de cinci ani, simpatizând cu familia lui Boris Vian, vecini fiind. Din acea perioadă datează și fotografia în care cei doi joacă șah.

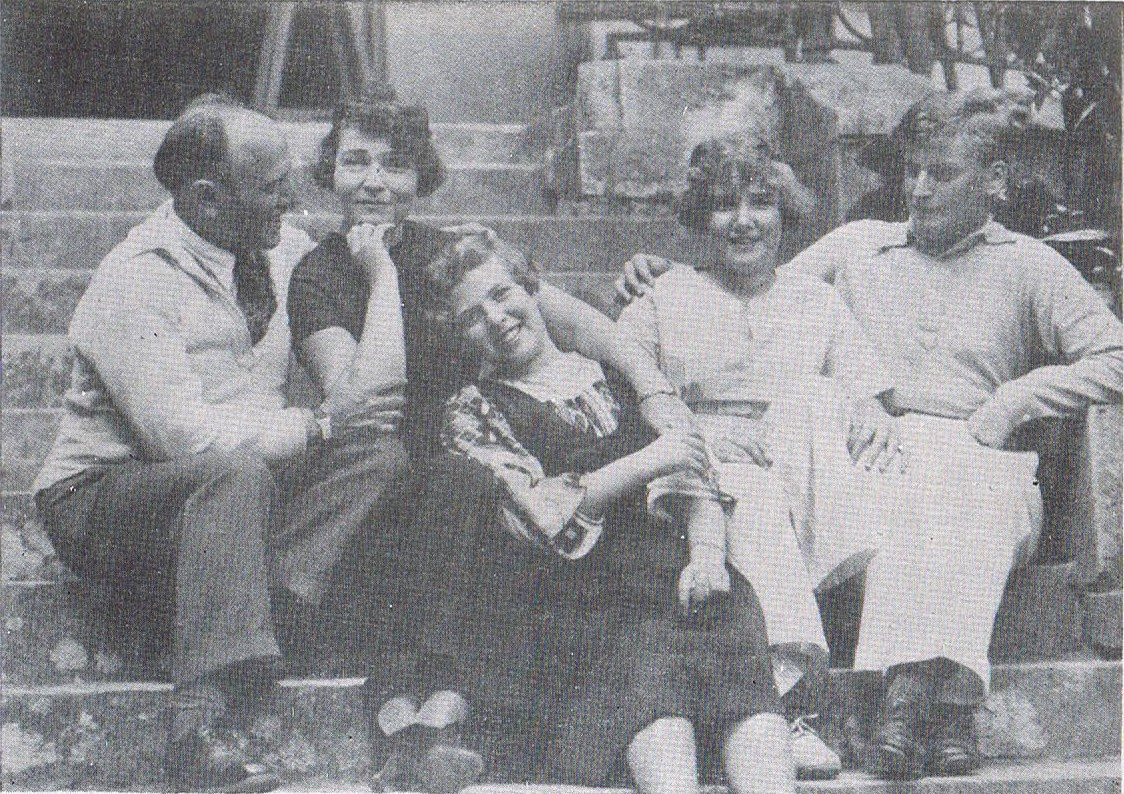
Familia Menuhin in gradina la Ville d`Avray

## Activitate
În timpul celui de-al doilea război mondial, Menuhin se alătură armatei americane pentru a sprijini moralul forțelor aliate, dând sute de concerte. 
Interesul său pentru muzica compozitorului ungar Béla Bartók l-a determinat pe acesta să-i dedice o lucrare, Sonata pentru vioara solo, care a fost finalizată în 1943 și interpretată în prima auditie de Menuhin la New York în 1944. A fost anul în care s-a îndrăgostit de o dansatoare engleză, Diana Gould cu care și-a petrecut apoi tot restul vietii.
Un eveniment excepțional a fost vizita lui Yehudi Menuhin la București în 1946. Venise să-l vadă pe profesorul său, George Enescu, și reîntâlnirea a prilejuit o serie de concerte simfonice și de cameră. La prima ediție a Festivalului Enescu din 1958, Menuhin a cântat cu David Oistrah Dublul Concert pentru vioară de J.S.Bach.
Se întoarce în 1947 în Germania pentru a susține concerte cu Filarmonica din Berlin sub conducerea lui Wilhelm Furtwängler din dorința de a reablita după război, muzica și spiritul german.
În 1952 a fost invitat de Jawaharlal Nehru în India, descoperind astfel spiritualitatea yoghină. În calitate de președinte al Cercului Muzical Asiatic CMA (Asian Music Circle), a organizat prima performanță occidentală a muzicienilor clasici indieni Ravi Shankar, Ali Akbar Khan, precum și primele concerte ale lui Vilayat Khan în Marea Britanie. 
Yehudi Menuhin și-a făcut debutul ca dirijor în Elvetia, la Dallas (1942), apoi a dirijat la Gstaad (1956) și la  Bath, în Anglia (1959) unde a fost o vreme si director artistic.
În 1962 a fondat la Cobham în Surrey, Anglia orchestra care-i poartă numele iar trei ani mai târziu e decorat onorific cu Ordinul Imperiului Britanic.
Menuhin a avut de asemenea, o lungă asociere cu Ravi Shankar începând cu anul 1966, participând la Festivalul de la Bath și înregistrând împreună albumul West Meets Est, câstigător al premiilor Grammy Award în 1967.
În 1969 a venit împreună cu orchestra Menuhin Festival Orchestra din Bath la Timișoara, înregistrând în sala nouă a Școlii de Muzică (proiectată de arhitectul timișorean Hans Fackelmann), pentru emisiunile muzicale ale Radioteleviziunii. Jurnalistul Lucian Bureriu își amintește de elogiul adus de muzician sălii Școlii de Muzică pe care, din politețe, a clasat-o drept sala cu cea mai bună acustică din Europa.
Muzicianul s-a implicat în fondarea Școlii de muzică Yehudi Menuhin din Surrey, o școală internat pentru copiii recrutați din întreaga lume, precum și a Fundației The International Menuhin Music Academy (IMMA) din Gstaad, Elveția  care are ca obiectiv principal încurajarea tinerilor artiști talentați.
În 1981, Menuhin a fost numit dirijor al Orchestrei Filarmonice Regale din Londra.
În 1983 a înființat în sudul Angliei Concursul international pentru tineri violonisti sub 22 de ani. Corina Belcea, elevă a Școlii de muzică din Timișoara, a participat de exemplu la acest concurs în 1991, urmând apoi  Școala Menuhin din Surrey, Conservatorul Regal din capitala Angliei. stabilindu-se acolo și formând un cvartet propriu de renume internațional.
În 1993, Yehudi Menuhin a avut privilegiul de a fi înnobilat de către Regina Regatului Unit cu titlul de Lord Menuhin of Stoke d'Abernon.
În 1995 a plecat în Africa de Sud pentru a susține concerte cu ocazia eliberării lui Nelson Mandela, dirijând oratoriul Messiah de Händel.
Muzicianul a fost de asemenea pasionat de artă, politică, psihologie și filozofie, fiind deseori implicat în apărarea cauzelor umanitare, ecologice și ale drepturilor omului. Timp de șase ani a prezidat Consiliul muzical internațional UNESCO (1969-1975), multiplicând eforturile umanitare și ajutând la colaborarea între muzicieni. A apărat cauza diverșilor artiști și intelectuali persecutați de regimurile totalitare, cum ar fi în cazul violoncelistului rus Mstislav Rostropovitch, a scriitorului dizident rus, Aleksandr Soljenițîn  sau al pianistului argentinian, Miguel Ángel Estrella.
Yehudi Menuhin a lansat MUS-E19 în 1994, un program european de educație în domeniul artelor, care se derulează și astăzi în mai multe țări europene și vizează dezvoltarea creativității copiilor, prevenind astfel violența și rasismul.
În timpul carierei sale, Menuhin a cântat la mai multe instrumente de înaltă calitate cum ar fi vioara 1714 Soil Stradivari, în opinia specialiștilor aceasta având cel mai bun sunet între instrumentele celebre care au trecut prin mâna sa, adică Lord Wilton Guarnerius din 1742, Giovanni Bussetto din 1680, Giovanni Grancino din 1695, Guarneri filius Andrea 1703, Stradivarius, Prince Khevenhüller 1733, sau Guarneri del Gesù 1739.

## Cinstirea memoriei lui Yehudi Menuhin
- Strada pe care se află Vila Luminiș (Casa Memorială George Enescu) din Sinaia îi poartă numele: Strada Yehudi Menuhin.
- Inaugurarea în 2019 a Promenadei Yehudi Menuhin la Paris, în fața clădirei UNESCO unde a activat între 1969-1975.[30]